# Kleine muskusschildpad
De kleine muskusschildpad (Sternotherus minor) is een schildpad uit de familie modder- en muskusschildpadden (Kinosternidae). De soort werd voor het eerst wetenschappelijk beschreven door Louis Agassiz in 1857. Oorspronkelijk werd de wetenschappelijke naam Goniochelys minor gebruikt.

## Uiterlijke kenmerken
De kleine muskusschildpad bereikt een maximale schildlengte van 10 centimeter. De kleur van de schildpad is grijsgroen, het schild is compact, rond en glad met grote hoornplaten. De kop is opvallend dik en groot, de snuitpunt is spits. De schildrand en buik zijn geel met zwarte vlekken en de huid is groengrijs tot staalgrijs en heeft kleine zwarte vlekjes. De buikschilden zijn iets gekield en mannetjes zijn van vrouwtjes te onderscheiden doordat de mannetjes een langere en dikkere staart en enkele kleine stekeltjes (sporen) aan weerszijden bij de staartbasis hebben, en ze worden ook groter.

## Algemeen
De kleine muskusschildpad komt voor in het zuidoosten van de Verenigde Staten. De schildpad is makkelijk te herkennen aan de zeer grote kop en het vrij kleine schild. De schildpad is sterk aan water gebonden en leeft voornamelijk onder water. Ook eten doet hij in het water, het menu bestaat voornamelijk uit slakken en tweekleppigen, die met de zeer krachtige kaken en snavelachtige bek eenvoudig gekraakt worden.

## Verdediging
Een beet van de schildpad kan diepe vleeswonden veroorzaken tot zelfs amputatie van vingers. Zoals alle muskusschildpadden kent ook deze soort een stinkende afscheiding die een belager niet snel zal vergeten. Zelfs ongeboren jongen hebben de stinkende stoffen al zodat ze zich direct uit het ei al kunnen verdedigen.

## Gevangenschap
Doordat de schildpad erg klein blijft is hij geschikter om als huisdier te worden gehouden dan veel andere soorten. Een aquarium van 80x40x40 (lxdxh) is ruim voldoende. De schildpad komt soms weinig het water uit maar een warmtelamp wordt gewaardeerd. Ook een uv-lamp is goed voor het dier vanwege het aanmaken van vitamine D voor een sterk en gezond schild. De watertemperatuur dient rond kamertemperatuur te worden gehouden. Een verwarmingselement kan dus nodig zijn, afhankelijk van de plaats van het verblijf. Het verblijf dient op een plaats te staan waar geen tocht komt, dit kan voor een schildpad fataal zijn. De schildpadden zijn geen goede zwemmers en er moeten dus voorwerpen aanwezig zijn om makkelijk naar het wateroppervlak te klimmen. Terugkomende kosten voor het houden van een kleine muskusschildpad zijn die van voedsel, elektriciteit en eventuele kosten als de schildpad ziek wordt.

## Ondersoorten
Er worden twee ondersoorten erkend, die verschillen in het uiterlijk en het verspreidingsgebied.
- Ondersoort Sternotherus minor minor
- Ondersoort Sternotherus minor peltifer